# Treaty Oak (Washington, D.C.)

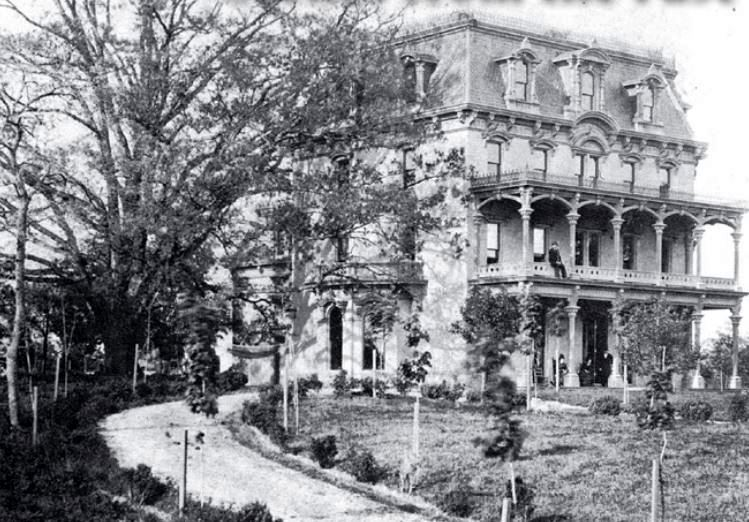
El Treaty Oak y la casa contigua de Oak Lawn, vistos desde la entrada de Avenida Florida, hacia 1900

El Treaty Oak era un roble de entre 350 y 400 años de edad que se encontraba en la finca Oak Lawn de Washington D. C. La finca se llamaba anteriormente Widow's Mite y era propiedad de las familias Holmead y Nourse. Contaba con una gran casa del Segundo Imperio de cuatro plantas que su propietario, Thomas P. Morgan, había ampliado. La finca estaba delimitada por las calles 19th Street, Columbia Road, Connecticut Avenue y Florida Avenue, en los límites de los actuales barrios de Dupont Circle y Adams Morgan.
El roble se ganó su apodo por la leyenda local de que allí se firmó un tratado entre los primeros colonos y los nativos americanos. A pesar de la urbanización masiva de los barrios circundantes a finales del siglo XIX y principios del XX, la finca siguió siendo una zona boscosa y buscada por los promotores locales. En 1922, un grupo masónico compró la finca por una importante suma de dinero para construir un enorme complejo que incluiría templos. Los planes nunca se llevaron a cabo, y en 1940 el solar fue elegido para la gran urbanización mixta Crystal Heights, diseñada por Frank Lloyd Wright. Ese plan también se abandonó. El árbol permaneció hasta 1953, cuando fue talado para construir una urbanización comercial. En el terreno donde se alzaban el árbol y la casa ahora se encuentran el Washington Hilton, un edificio de apartamentos y dos edificios de oficinas. En el momento de su destrucción, el Treaty Oak era el roble más grande de Washington.

## Leyendas e historia

### Leyendas
Se calcula que el Treaty Oak data de entre mediados del siglo XVI y principios del XVII. Existen tres leyendas no demostradas sobre el árbol, dos de las cuales implican a colonos blancos y miembros de la tribu local Nacotchtank. La zona donde se alzaba el Treaty Oak formaba parte originalmente de una extensión de tierra de 600 acres (243 ha) conocida como Widow's Mite (Ácaro de la Viuda).
La leyenda local detrás del nombre Widow's Mite se refiere a Manacasset, jefe de la tribu local Nacotchtank, que supuestamente vivía bajo el árbol debido a su estratégica vista de los alrededores. Se dice que durante una incursión contra los colonos blancos, Manacasset capturó a una mujer llamada Magdalena Noyes y a su hija pequeña. Después de que Magdalena rechazara sus insinuaciones, Manacasset la condenó a vivir bajo el árbol, sin salir nunca de su sombra, o la mataría.
Magdalena llamó a su hija Gwawa, que significa "esperanza", y vivió bajo el árbol el resto de su vida. Se dice que, de niña, otros niños nacotchtank se burlaban de Gwawa por su tez pálida. Sin embargo, hubo un niño, un nativo americano birracial llamado Tschagarag, que se hizo amigo de ella. Le enseñó a Gwawa su lengua nativa y juntos exploraron la zona. Ambos acabaron enamorándose y casándose.
Tras la muerte de Manacasset en combate, Magdalena murió poco después. Aunque al principio fue una prisionera confinada a vivir junto al árbol, en sus últimos años se dijo que Magdalena había llegado a amar al poderoso roble. En su testamento, supuestamente escribió: "Yo, Magdalena Noyes, lego a mi hija, Gwawa, y a su marido, Tschagarag, toda mi propiedad, que consiste en 17,5 acres [7,1 hectáreas] de tierra, la cabaña en la que vivo y todo lo que hay en ella. Y si el contento, germen de la felicidad, es transferible, que lo recibas y lo disfrutes toda la vida. También tengo una petición que te ruego que cumplas: Considera el roble que cubre nuestra morada como una reliquia antigua. Guárdalo toda la vida como el talismán de un doliente resignado. Si eres bendecido con descendencia, infúndele una reverencia hacia el árbol que se transmita de generación en generación".
La segunda leyenda implica a miembros de la tribu Nacotchtank y a colonos blancos que firman un tratado bajo el árbol. Una versión de esta historia cuenta que Magdalena actuó como intérprete entre las dos partes. La tercera leyenda cuenta que George Washington quería erigir el Capitolio en el lugar, pero Magdalena no aceptó la idea.

### Historial registrado

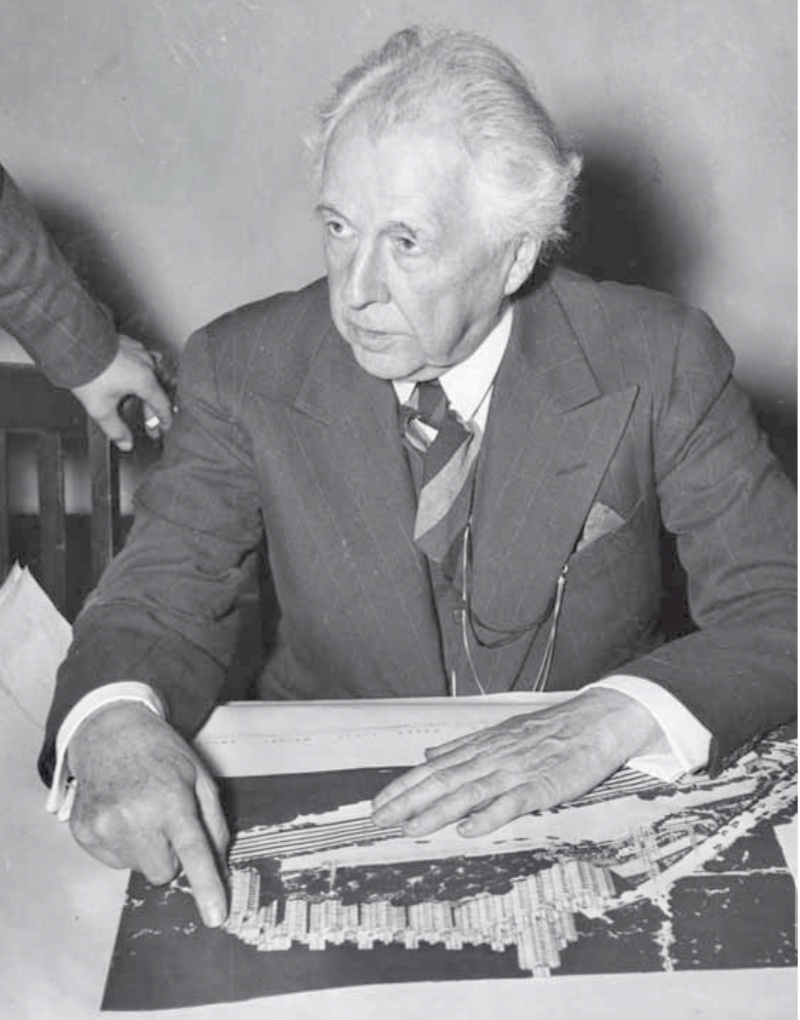
Frank Lloyd Wright con sus planos para Crystal Heights en 1940

Cuando se construyó la ciudad de Washington, el terreno donde se alzaba el Treaty Oak formaba parte de una granja de 6,5 hectáreas propiedad del colono Anthony Holmead. Holmead vendió el terreno en 1809 al coronel Michael Nourse, secretario jefe del Departamento del Tesoro, quien construyó una casa de estilo federal junto al roble. Más tarde vendió la propiedad porque estaba demasiado lejos del centro de la ciudad, lo que suponía un largo viaje al trabajo.
La propiedad, que entonces tenía 10 acres (4 ha) y estaba delimitada por las actuales calles 19th Street, Columbia Road, Connecticut Avenue y Florida Avenue, en el límite de los barrios de Dupont Circle y Adams Morgan, fue adquirida en 1866 por el político Thomas P. Morgan. Éste reformó y amplió la casa para convertirla en una gran vivienda de cuatro plantas de estilo Segundo Imperio. Llamó a su propiedad Oak Lawn por el gran roble que había en ella. Con el paso de los años, los alrededores de Oak Lawn se convirtieron en bulliciosos barrios residenciales y comerciales y, debido a las impresionantes vistas de la ciudad que se disfrutaban desde la finca, fue muy codiciada por los promotores inmobiliarios locales. El siguiente propietario, la familia Dean, vendió Oak Lawn en 1922 a la Gran Logia de Masones Libres y Aceptados por 900.000 dólares, una cantidad importante para la época.
Los masones planeaban construir en el solar un gran complejo de 3.000.000 de dólares, al que rebautizaron Temple Heights, que incluiría templos, un auditorio para 3.000 personas y una gran torre. La campaña de recaudación de fondos, que duró varios años, terminó en 1929, cuando la bolsa se desplomó. El árbol y la casa permanecieron intactos durante la Gran Depresión.
En 1940, el promotor Roy S. Thurman eligió el solar para su proyecto de 12.000.000 de dólares de uso mixto, que incluiría un gran aparcamiento y 14 torres con un hotel de 2.500 habitaciones, un teatro, apartamentos y tiendas. Frank Lloyd Wright fue seleccionado para diseñar el enorme proyecto, al que llamó Crystal Heights (más tarde Crystal City). Debido a la falta de financiación, a las leyes locales de zonificación, incluida la Ley de Altura de Edificios de 1899, y al estallido de la Segunda Guerra Mundial, el proyecto se canceló.
Durante los años siguientes hubo varios planes para el lugar, entre ellos un parque, un monumento conmemorativo de la guerra, apartamentos y hoteles, y un gran aparcamiento. La casa fue demolida en 1948 después de que se planeara construir un centro comercial en el lugar. Ese plan también fue abandonado y el Treaty Oak permaneció hasta el 13 de marzo de 1953, cuando la propiedad fue despejada para otro desarrollo comercial planificado. En el momento de su tala, un experto del gobierno estimó que el árbol tenía unos 350 años, pero la mayoría de las veces se le atribuyen 400.Se dice que era el roble más grande de la zona de Washington D.C.
Tras numerosos planes abandonados para la antigua propiedad de Oak Lawn, en la década de 1960 se construyeron en el lugar el Washington Hilton y dos edificios de oficinas. En 2016 también se construyó allí un edificio de apartamentos de lujo.